# Sam Champion
Samuel James Champion (Paducah, Kentucky, 13 de agosto de 1961) es un presentador meteorológico estadounidense que es más conocido por su carrera de 25 años en ABC, tanto en la estación de radio WABC-TV como en Good Morning America. Anteriormente copresentó AMHQ: America's Morning Headquarters y 23.5 Degrees With Sam Champion en The Weather Channel.
Después del 4 de diciembre de 2013, su último día en ABC, se convirtió en editor gerente de The Weather Channel, a partir del 1 de enero de 2014. Champion también apareció en el programa Today de NBC. Después de dejar NBC y Weather Channel en 2016, regresó a ABC como suplente y volvió a convertirse en el presentador meteorológico de la mañana y el mediodía de lunes a viernes en WABC-TV en junio de 2019.

## Primeros años
Champion nació en Paducah, Kentucky, hijo de Sylvia y James H. Champion el 13 de agosto de 1961. Tiene una hermana llamada Teresa. Su padre, quien murió el 25 de octubre de 2010, era teniente coronel del Cuerpo de Marines de los Estados Unidos y sirvió en Vietnam. Se graduó del Fairfax High School en Fairfax, Virginia en 1979. Tiene un B.A. en la transmisión de noticias de la Universidad del Este de Kentucky, e hizo una pasantía en WKYT-TV en Lexington, Kentucky.

## Carrera
Champion trabajó en WPSD-TV en Paducah, Kentucky, y WJKS (que luego sería WCWJ) en Jacksonville, Florida. Se convirtió en meteorólogo de Eyewitness News de WABC-TV en Nueva York en 1988. Apareció en Good Morning America con un salario en 2004 de 1,5 millones de dólares al año. El 7 de abril de 2008 debutó como presentador de Sea Rescue, un programa educativo e informativo en Litton's Weekend Adventure que se centra en el rescate, la rehabilitación y, en muchos casos, la liberación de animales de vuelta a la vida silvestre.
En agosto de 2006,Good Morning America anunció que Champion se uniría a ese programa y a ABC News, a partir del 5 de septiembre de 2006. Champion anunció su salida de ABC el 2 de diciembre de 2013 para convertirse en presentador y editor gerente de The Weather Channel. Su último día en Good Morning America fue el 4 de diciembre de 2013. Inmediatamente fue reemplazado por Ginger Zee.
Ocasionalmente había aparecido en Live with Kelly and Ryan, el programa de entrevistas diario producido por WABC-TV y Larry King Live de CNN. A menudo comienza sus pronósticos meteorológicos de 30 segundos diciendo: «Vamos a los tableros». Su eslogan cuando busca informes meteorológicos de las estaciones locales de ABC es: «Ese es el clima en todo el país. Esto es lo que puede esperar esta mañana».
Inmediatamente después de su salida de GMA, se anunció que Champion se uniría a The Weather Channel para presentar su propio programa matutino, titulado America's Morning Headquarters, que debutó el 17 de marzo de 2014. En septiembre de 2015, se reveló que Champion dejaría AMHQ para servir como colaborador de sus programas de horario estelar. En diciembre de 2016, Champion y The Weather Channel decidieron no renovar su contrato. Como resultado, Champion dejó la empresa el 27 de diciembre de 2016.
Regresó a ABC como meteorólogo suplente en Good Morning America durante la licencia de maternidad de Ginger Zee, siendo su reemplazo. El 22 de mayo de 2019, se anunció que Champion regresaría a los noticieros de la mañana y del mediodía de WABC-TV y contribuiría con ABC News a partir del 3 de junio de 2019.
El 8 de septiembre de 2022, Champion fue anunciado como concursante de la trigesimoprimera temporada de Dancing with the Stars, siendo emparejado con la bailarina profesional Cheryl Burke. Fueron eliminados en la cuarta semana de competencia, quedando en el decimotercer puesto.

## Vida personal
Champion participa activamente en muchas organizaciones benéficas en el área de la ciudad de Nueva York. Fue el gran mariscal de la gira ciclista de otoño de la Sociedad de Esclerosis Múltiple, el presidente de la 25.ª marcha anual de Dimes NYC WalkAmerica y maestro de ceremonias de «Stopping AIDS Together», una parte de Sunday by the Bay. Fue anfitrión de los Premios al Valor del Proyecto Anti-Violencia de la Ciudad de Nueva York en 2002, junto con el crítico de cine Frank DeCaro.
A Champion le extirparon un carcinoma de células basales de su piel en mayo de 2010 mientras estaba al aire, después de episodios anteriores con la enfermedad. Dijo que quería crear conciencia sobre el cáncer de piel durante el mes de concientización sobre el cáncer.
Champion y su pareja de varios años, Rubem Robierb, se casaron el 21 de diciembre de 2012.